# Kostolec
Kostolec je naseljeno mjesto u okrugu Považská Bystrica u Trenčínskom kraju u Slovačkoj.

## Stanovništvo
| Godina:     | 1993. | 2003.   | 2013.    | 2023.    |
| ----------- | ----- | ------- | -------- | -------- |
| Broj ljudi: | 238   | 258     | 230      | 273      |
| Razlika:    |       | +8,40 % | -10,85 % | +18,69 % |

| Godina:     | 2022. | 2023.   |
| ----------- | ----- | ------- |
| Broj ljudi: | 262   | 273     |
| Razlika:    |       | +4,19 % |

Prema podatcima o broju stanovnika iz 2023. godine naselje je imalo 273 stanovnika.

## Vanjske poveznice
|  | Zajednički poslužitelj ima još gradiva o temi Kostolec |

- Službena stranica naselja (sl.)